# Faleidfjorden
Faleidfjorden er en del af fjorden Nordfjord mellem Innvikfjorden og Strynebukta i Stryn kommune i Vestland fylke i Norge. Fjorden strækker sig 6,5 kilometer fra vest til øst. Faleidfjorden har indløb nord for Innvikfjorden mellem Hildeneset nord for Innvik og Dokset i vest.  Bebyggelserne Faleide, som fjorden er opkaldt efter, og Svarstad ligger på nordsiden af fjorden. Ved Lunde går Strynebugten 2 kilometer nordover til landsbyen Stryn.
Fylkesvej 60 går langs sydsiden af fjorden, og rigsvej 15 langs nordsiden. Fra Faleide forlader rigsvejen fjorden mod nord, mens fylkesvej 698 fortsætter vestover.
Der foreligger planer om bro over fjorden som en del af at gøre Europavej E39 færgefri.